# Engenheiro Pedreira
Engenheiro Pedreira é um populoso bairro, centro da região de planejamento homônima, no município brasileiro de Japeri, o qual se constitui apenas do distrito-sede. O bairro está situado na Baixada Fluminense, na Região Metropolitana do Rio de Janeiro, estado do Rio de Janeiro.
No bairro, está localizada uma das duas estações de trens metropolitanos do município de Japeri, as quais pertencem ao ramal de Japeri, operado pela SuperVia. Esse ramal ferroviário liga o centro do município à Central do Brasil, sendo indispensável para os moradores de Engenheiro Pedreira e de bairros vizinhos.

## História
Seu nome constitui uma homenagem ao engenheiro Raul Pedreira, responsável técnico pela construção da estação de trem (Estação Engenheiro Pedreira), que serve ao bairro e adjacências. O serviço de transporte ferroviário foi fundamental para o progresso da localidade e do município de Japeri. Tamanha a importância fez com que o nome do bairro seguisse a mudança do nome da estação, de "Caramujos" para "Engenheiro Pedreira".
Engenheiro Pedreira é um bairro de Japeri, possuindo maior população e comércio mais abundante, inclusive, mais até que o Centro da cidade. Possuiu transporte para diversos bairros, municípios limítrofes e a capital Rio de Janeiro.
Além disso, Engenheiro Pedreira é umas das principais estações do Ramal Japeri da Supervia, ao lado das estações Nova Iguaçu, Queimados, Austin, Nilópolis e Comendador Soares.

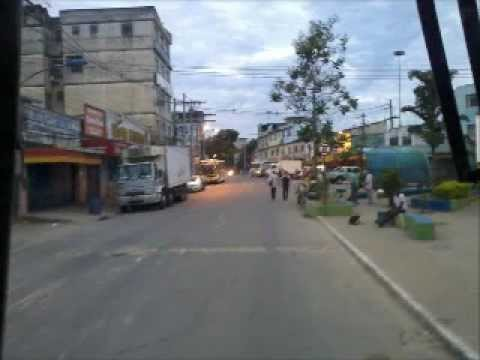
Região central de Engenheiro Pedreira
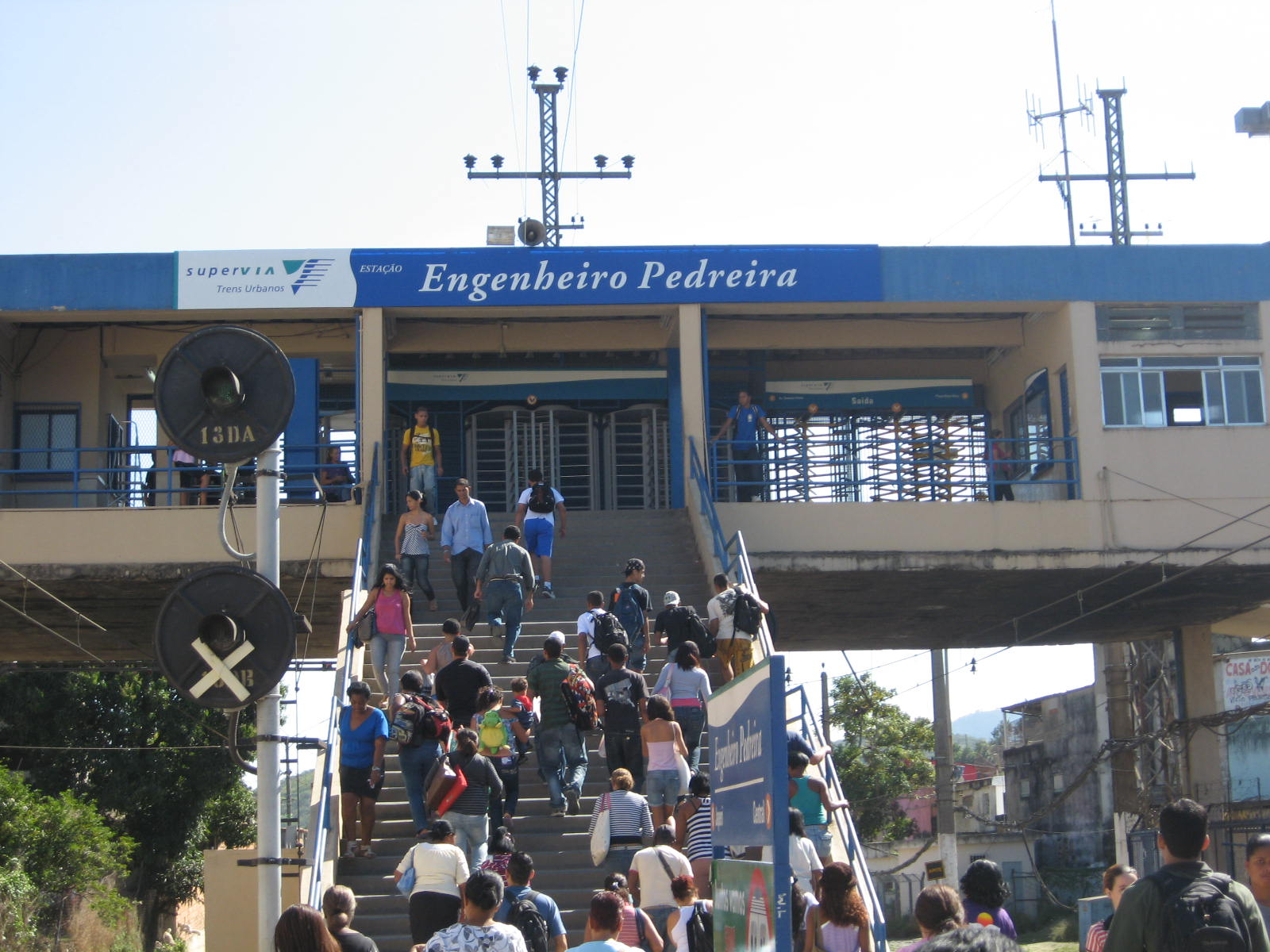
Estação de trens urbanos de Engenheiro Pedreira, a penúltima do Ramal de Japeri, sob concessão da SuperVia
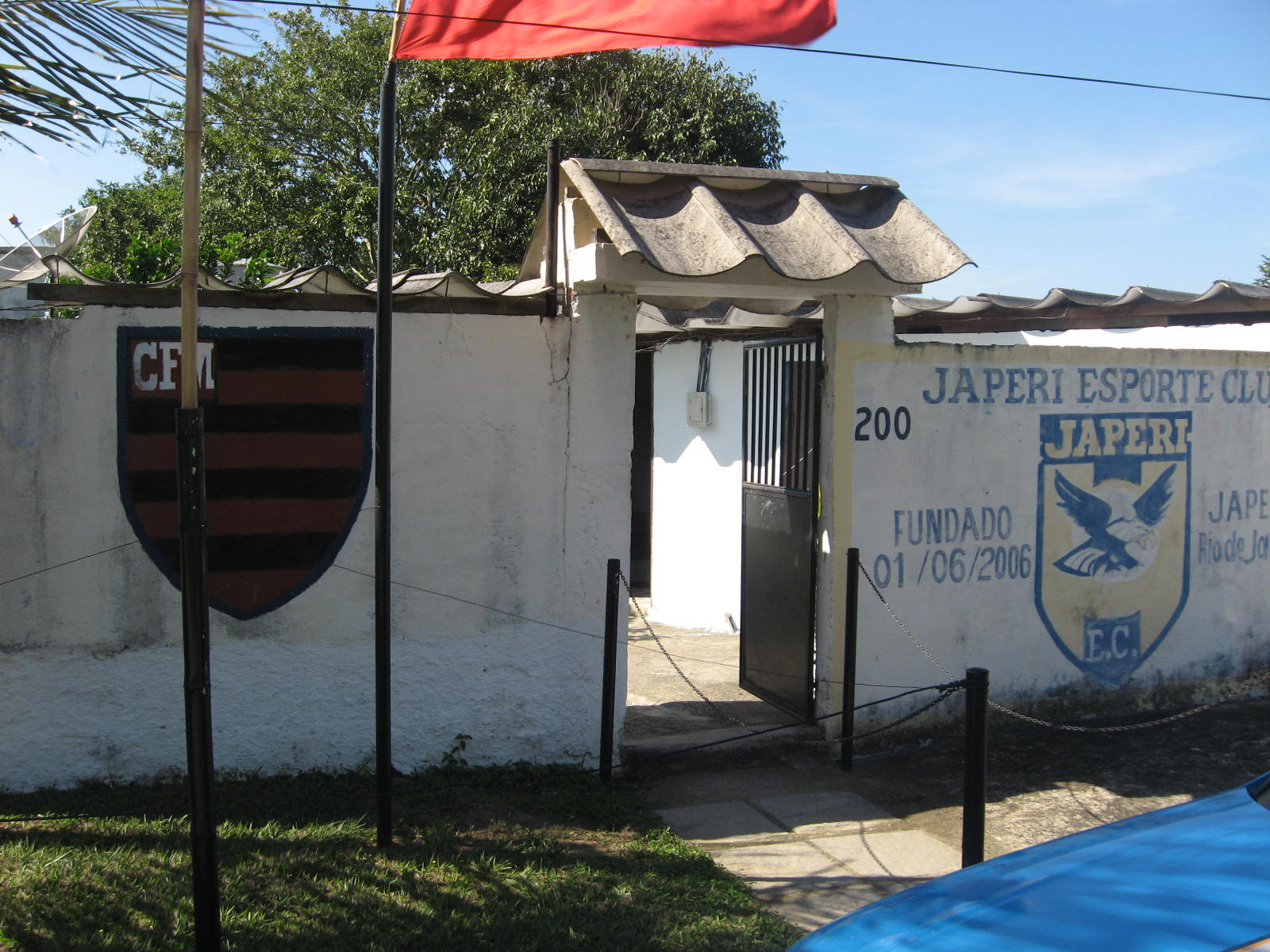
Estádio Eduardo Viana